# مانويل بيريرا
مانويل بيريرا (بالإسبانية: Manuel Pereira)‏ هو مبارز بالسيف إسباني، ولد في 18 يونيو 1961 في مدريد في إسبانيا.

## وصلات خارجية
- مانويل بيريرا على موقع اللجنة الأولمبية الدولية (الإنجليزية)
- مانويل بيريرا على موقع أوليمبيديا (الإنجليزية)
- مانويل بيريرا على موقع اللجنة الأولمبية الإسبانية (الإسبانية)